# Hengchi
Хэнчи официально Shenzhen Hengchi Automobile Trading Co., Ltd - китайский производитель автомобилей, специализирующийся на разработке электромобилей, принадлежащих Evergrande Group.  Благодаря гонконгскому дочернему предприятию Evergrande Health, Evergrande Group основал две новые компании. Полное название первой — Evergrande Hengchi New Energy Automobile Technology Co. Ltd., она находится в провинции Гуандун. Вторая — Evergrande New Energy Automobile (Guangxi) Co., Ltd. — штаб квартира в автономном районе Гуанси.

## История
Компания Hengchi была основана в 2020 году, завод находится в районе Наньша . Существует 9 концептуальных моделей, все  имеют названия по цифрам от Hengchi 1 до Hengchi 9. Автомобили были показаны на корпоративном мероприятии в июле 2020 года  том числе 4 седана, 1 минивэн и 4 внедорожника.   Объём инвестиций оценивается в 15 млрд юаней ($2,14 млрд, или 159 млрд рублей).

## Транспортные средства

### Текущие модели
По состоянию на 2021 год у Hengchi 9 концептуальных автомобилей.
| Модель  | Фото | Подробности                                                                                                |
| ------- | ---- | --- |
| Хэнчи 1 |      | Тип кузова: Седан (легковой) Дверей: 4 Мест: 5 Аккумулятор: Производство: 2021 г. Раскрыт: 2020            |
| Хэнчи 2 |      | Тип кузова: Седан (легковой) Дверей: 4 Количество мест: 5 Аккумулятор: Производство: 2021 г. Раскрыт: 2020 |
| Хэнчи 3 |      | Тип кузова: Внедорожник Дверей: 5 Количество мест: 5 Аккумулятор: Производство: 2021 г. Раскрыт: 2020      |
| Хэнчи 4 |      | Тип кузова: MPV Дверей: 5 Количество мест: 7 Аккумулятор: Производство: 2021 г. Раскрыт: 2020              |
| Хэнчи 5 |      | Тип кузова: Внедорожник Дверей: 5 Количество мест: 5 Аккумулятор: Производство: 2021 г. Раскрыт: 2020      |
| Хэнчи 6 |      | Тип кузова: Внедорожник Дверей: 4 Количество мест: 5 Аккумулятор: Производство: 2021 г. Раскрыт: 2020      |
| Хэнчи 7 |      | Тип кузова: Седан (легковой) Дверей: 4 Количество мест: 4 Аккумулятор: Производство: 2021 г. Раскрыт: 2020 |
| Хэнчи 8 |      | Тип кузова: Седан (легковой) Дверей: 4 Количество мест: 4 Аккумулятор: Производство: 2021 г. Раскрыт: 2020 |
| Хэнчи 9 |      | Тип кузова: Внедорожник Дверей: 5 Количество мест: 4 Аккумулятор: Производство: 2021 г. Раскрыт: 2020      |